# Chris Doleman
Christopher John „Chris“ Doleman (* 16. Oktober 1961 in Indianapolis, Indiana; † 28. Januar 2020 in Atlanta, Georgia) war ein US-amerikanischer American-Football-Spieler auf der Position des Defensive Ends. Er spielte 15 Jahre für die Minnesota Vikings, die Atlanta Falcons und die San Francisco 49ers in der National Football League (NFL). Doleman wurde acht Mal in den Pro Bowl und 2012 in die Pro Football Hall of Fame gewählt.

## Jugend und Familie
Chris Doleman wurde am 16. Oktober 1961 in Indianapolis, Indiana als einer von fünf Söhnen von Mary und John Doleman geboren. Er wuchs in York, Pennsylvania auf und spielte dort bis 1980 an der William Penn High School American Football. Nach der Highschool spielte er ein Jahr an der Valley Forge Military Academy, bevor er zur University of Pittsburgh wechselte.

## College
Für die Pitt Panthers der University of Pittsburgh spielte er von 1981 bis 1984 als Linebacker und Defensive End College Football. Er beendete seine Karriere mit 25 Sacks – die drittmeisten Sacks in der Geschichte der Universität zum Zeitpunkt seines Wechsels in die NFL.

## NFL
Beim NFL Draft 1985 wurde Chris Doleman als vierter Spieler in der ersten Runde von den Minnesota Vikings ausgewählt. Er war damit der zweite Spieler der University of Pittsburgh der in diesem Draft ausgewählt wurde – die Atlanta Falcons wählten den Guard Bill Fralic als zweiten Spieler des Drafts aus. Er begann seine Karriere in der NFL als Outside Linebacker in der 3-4 Defense der Vikings. In 16 Spielen – davon 13 von Beginn an – erzielte er in seinem Rookiejahr 113 Tackles, eroberte drei Fumbles und fing eine Interception. Nach dem Wechsel der Vikings – in seiner zweiten Saison – zu einer 4-3 Defense, spielte er ab dem drittletzten Spiel der Regular Season fortan als Defensive End. In der Saison 1989 erzielte er 21 Sacks, einen weniger als der NFL-Rekord zu dieser Zeit. Dieser Teamrekord für die Vikings wurde erst 2011 von Jared Allen gebrochen.

### Atlanta Falcons
Chris Doleman wechselte 1994 für zwei Saisons zu den Atlanta Falcons. In seinem letzten Jahr für die Falcons wurde er zum siebten Mal in den Pro Bowl gewählt. Er erzielte 62 Tackles, 16 Sacks, eine Interception, sowie zwei erzwungene und zwei eroberte Fumbles in seiner Zeit bei den Falcons.

### San Francisco 49ers
Zur Saison 1996 wechselte Doleman für drei Spielzeiten zu den San Francisco 49ers. Doleman wurde nach der Saison 1997 zum achten Mal in den Pro Bowl gewählt. In seiner letzten Saison (1998) für die 49ers erzielte er 15 Sacks – die zweitmeisten in seiner Karriere. Nach der 18:20-Niederlage der 49ers im Play-off-Spiel gegen die Atlanta Falcons, beendete Doleman seine NFL-Karriere. Er erzielte für die 49ers 115 Tackles, 38 Sacks, zwei Interceptions, sowie elf erzwungene und sechs eroberte Fumbles.

### Minnesota Vikings
Nur acht Monate nach seinem Rücktritt aus der NFL kehrte Doleman, kurz nach Beginn der Saison 1999 bis zum Ende der Spielzeit, zu den Minnesota Vikings zurück in die NFL. Mit 38 Jahren erzielte er noch einmal acht Sacks in 14 Spielen und beendete seine Karriere mit 737 Tackles, 96,5 Sacks, fünf Interceptions, sowie 31 erzwungene und 16 eroberte Fumbles für den Vikings.

## Ehrungen
Chris Doleman erzielte in seiner NFL-Karriere 914 Tackles, 150,5 Sacks, acht Interceptions, 44 erzwungene und 24 eroberte Fumbles, sowie drei Touchdowns. Für diese Leistungen wurde er 2012 – nachdem er zuvor dreimal als Semifinalist (Halbfinalist) und einmal im Finale des Auswahlprozesses scheiterte – in die Pro Football Hall of Fame gewählt.
Er spielte in 232 NFL-Spielen, wurde acht Mal in den Pro Bowl, drei Mal ins First Team als All-Pro und ins NFL 1990s All-Decade Team gewählt. Mit seinen 150,5 Sacks belegte er bei seiner Wahl in die Hall of Fame den vierten Platz in der Geschichte der NFL, hinter Bruce Smith (200), Reggie White (198) und Kevin Greene (160).

## Tod
Im Januar 2018 wurde bei ihm ein Hirntumor diagnostiziert, an dem er am 28. Januar 2020 im Alter von 58 Jahren starb.